# Gigi Piras
Gigi Piras (Cagliari, 25 settembre 1965) è un fumettista italiano.
Ha insegnato in varie scuole di disegno fumettistico e umoristico ed è noto soprattutto per la sua collaborazione a varie testate Disney, soprattutto Topolino (dal 1994).
Nasce nel 1965 a Cagliari, ma si trasferisce da bambino sull'isola di La Maddalena.
Nel 1985 si trasferisce a Bologna e l'anno successivo a Roma fino al 2000. Soggiorna a Genova, quindi nel 2003 si trasferisce a Torino.
Nel 1988 pubblica il suo primo lavoro a fumetti sulla rivista ZUT e nello stesso anno è uno degli autori della mostra collettiva “LA CITTA' DEL 2000”, all'interno della XXIV Bologna Children's Book Fair. Sempre nel 1988, e fino a tutto il '90, lavora come illustratore di redazione per il quotidiano Il manifesto. Nello stesso periodo collabora come illustratore per il settimanale Avvenimenti. Nei primi anni '90 pubblica delle storie a fumetti in stile anni quaranta sulla rivista L'Eternauta. Per questo lavoro viene premiato nel 1990 come miglior giovane disegnatore italiano al XVIII Lucca Comics & Games. Nello stesso periodo realizza alcune tavole per il mensile TIRAMOLLA. Dall'incontro con Giovan Battista Carpi, responsabile artistico della Disney, nel 1993 nasce la collaborazione con Topolino, Paperinik, Disney Magazine (inserto del quotidiano La Repubblica). Nel 1997 e nel 1998 collabora con BOXER, supplemento satirico del quotidiano Il manifesto, come autore di testi e disegni.
Dal 1993 al 1996 insegna disegno umoristico presso la Scuola Internazionale di Comics di Roma e nel 1997 alla Scuola Romana dei Fumetti sempre a Roma.
Nel 1999 partecipa come autore di disegni e vignette alla nascita del nuovo CUORE.
A Torino prosegue l'attività di insegnante presso l'Accademia d'arte PICTOR e la Scuola Internazionale di Comics, dove tiene un corso di fumetto umoristico.
Collabora con IL MISFATTO inserto satirico domenicale del giornale IL FATTO QUOTIDIANO
Ha insegnato fumetto umoristico alla SCUOLA DEL FUMETTO di Milano.
Insieme allo sceneggiatore Massimiliano Valentini, nel 2016, crea la serie gialla "Murphy & Scherlock" per il settimanale ENIGMISTICA.
Dal 2020 collabora con la SCARABEO edizioni e dal 2021 con il settimanale JOURNAL DE MICKEY.

## Collaborazioni
ITALIA
- Zut
- Il Manifesto
- Avvenimenti
- L'Eternauta
- Comic Art
- Tiramolla
- Topolino
- Disney megazine  (La Repubblica)
- Paperinik
- Boxer
- Cuore
- Il Misfatto
- Enigmistica
- Scarabeo edizioni

FRANCIA
- Super Picsou géant
- Le journal de Mickey
- Mickey parade

BRASILE
- Almanaque Disney
- Disney
- Copa Disney

DANIMARCA
- Onkel Joakim
- Jumbobog

FINLANDIA
- Roope-seta
- Aku ankan taskukirja

GERMANIA
- Donald Duck
- Lustiges Taschenbuch

NORVEGIA
- Onkel Skrue
- Donald pocket

OLANDA
- Pockets 3e reeks

POLONIA
- Komiks gigant

SVEZIA
- Kalle Ankas pocket
- Jakim

GRECIA
- Miku Màovç

SPAGNA
- Serie oro

EGITTO
- Mickey Mouse Pocket

CROAZIA
- Pustolovni Miki

BULGARIA
- Makpokomnkc

CINA
- 终极米迷口袋书 80 - 怒海重生 p. 063 超能力”的秘密